# Марта Кетро
Ма́рта Кетро́ (настоящее имя Инна Юрьевна Позднышева) — русская писательница. Член Союза писателей Москвы. Блогер.
Встречающаяся в источниках дата рождения — 19 июля 1981 года, однако в интервью, датированном 2009 годом, есть фраза сыну уже 21 год.
В 2006 году получила сетевую «Премию Паркера» в номинации «Литература». С тех пор её называют «легендой русского Интернета» и «самой нежной и искренней из легенд русского Интернета».
Сотрудничает с художником Оксаной Мосаловой.

## Книги
- 2006 — «Хоп-хоп, улитка» — Центрполиграф
- 2006 — рассказ «Белая река, зелёные берега» в сборнике «78» (составитель Макс Фрай[6]) — Амфора
- 2007 — «Женщины и коты, мужчины и кошки»[7][8] (с иллюстрациями Оксаны Мосаловой) — М.: АСТ, Хранитель
- 2008 — «Три аспекта женской истерики» — М.: АСТ 
  - Улыбайся всегда, любовь моя (роман)
  - Три аспекта женской истерики (повесть)
- 2008 — «Скажи!», антология «сетевых» авторов, составитель Марта Кетро — АСТ, Астрель. Серия «Автор ЖЖot»
- 2008 — «Вдохнуть. и! не! ды!шать!», сборник-антология «сетевых» авторов, составитель Марта Кетро — М.: АСТ, Хранитель. Серия «Автор ЖЖОТ»[9]
- 2008 — «Улыбайся всегда, любовь моя», авторский сборник — М.: АСТ. Серия «Автор ЖЖot» 
  - Улыбайся всегда, любовь моя (роман)
  - Три аспекта женской истерики (повесть)

- Тот, кто останется (повесть)
- Когнитивный диссонанс (повесть)
- Московская фиалка (рассказ)
- Рыжий и Оска (рассказ)
- Щенок (рассказ)
- Мустангер (рассказ)

- 2009 — «Госпожа яблок» (роман в двух частях) — М.: АСТ, Астрель 
  - Такой же толстый, как я
  - Жена-лисица

- Улыбайся всегда, любовь моя (роман)
- Тот, кто останется (повесть)
- Красные трубы Электрограда (повесть)
- Три аспекта женской истерики (повесть)
- Киевское «динамо» (рассказ)
- Первый (рассказ)
- «Добра ли вы честь?» (рассказ)
- «Где твоя Кармен» (рассказ)
- Московская фиалка (Олина Любовь) (рассказ)
- Рыжий и Оска (рассказ)
- Щенок (рассказ)
- Мустангер (рассказ)

- 2009 — рассказ «Красные трубы Электрограда» в сборнике «0 января» (составитель Алмат Малатов) — М.: АСТ, Харвест
- 2009 — «Справочник по уходу и возвращению» — Астрель, АСТ, ВКТ
- 2009 — «Горький шоколад. Книга утешений» — М.: АСТ
- 2009 — «Зато ты очень красивый», сборник-антология (составитель) — АСТ, Астрель, Харвест 
  - Белая река, зелёные берега
  - Киевское «динамо»
  - Первый
  - «Добра ли вы честь?»
- 2009 — «Умная, как цветок», с иллюстрациями Оксаны Мосаловой — М.: АСТ, Астрель 
  - Умная, как цветок
  - Относительные отношения
  - More секса
- 2009 — повесть «Тот, кто останется» в сборнике-антологии «Истории любви» — М.: АСТ, Астрель
- 2009 — «Мартовские коты», сборник-антология (составитель). Один вариант — с иллюстрациями Оксаны Мосаловой, второй — в серии «Автор ЖЖot» — М.: АСТ 
  - Божья рукавичка (рассказ)
- 2010 — «Лисья честность», сборник — М.: АСТ, Астрель 
  - Жена-лисица (повесть), стр. 5—101
  - Записки у плеча (рассказ), стр. 102—108
  - Письма луне (рассказ), стр. 109—115
- 2010 — «Магички» — М.: АСТ, Астрель[11]
- 2010 — «Тот, кто останется», авторский сборник — АСТ, Астрель, ВКТ 
  - Тот, кто останется (повесть)
  - Такой же толстый, как я (повесть)
- 2010 — «Жизнь в мелкий цветочек». Иллюстрации Оксаны Мосаловой — М.: АСТ, Астрель
- 2011 — «Горький шоколад» в сборнике «Нежное настроение» — Астрель
- 2011 — повесть «Когнитивный диссонанс» в сборнике «Любовное настроение» — М.: АСТ, Астрель
- 2011 — повесть «Магички» в сборнике «Волшебное настроение» — М.: АСТ, Астрель
- 2011 — повесть «Тот, кто останется» в сборнике «Солнечное настроение» — М.: АСТ, Астрель
- 2011 — «Психи и психологи», сборник (составитель, автор рассказов). — М.: АСТ 
  - Помидорный куст (рассказ)
  - Семейная терапия (рассказ)
- 2011 — «Знаки любви и её окончания». Иллюстрации Полины Бахтиной — М.: АСТ, Астрель[12]

- Такой же толстый, как я (повесть)
- Жена-лисица (повесть)
- Магички (повесть)
- Знаки любви и её окончания (повесть)

- Предисловие
- Девочки, девушки, женщины и некоторые животные
- Мытая шея
- Не пиши ему!
- А потом они повзрослеют
- Про других
- Другим голосом
- Про меня
- Дюжина маленьких рассказов
- Игуана
- Записки у плеча
- Письма луне
- И поезд, и ветер
- Берегите себя, Серёжа
- Тот, кто никогда не полюбит
- Вечный зов
- Котлетки
- История про невезучего космонавта
- Маня, держись!
- Будь живым ради неё
- А у меня скоро будет любовь

- Как быть молоденькой
- Как организовать счастливый брак и никого не угробить
- Что ещё нужно знать о лицах альтернативного пола (о мужчинах и котах)
- Что ещё нужно знать о лицах альтернативного пола (о женщинах и кошках)
- Какие ещё бывают люди
- Как обращаться с подвидом «творческая личность»
- Как влюбляться в кого попало, не разрушая свою жизнь
- Как перестать влюбляться в кого попало и разрушать свою жизнь
- Как повзрослеть до того, как состаришься

- 2012 — «Плохие кошки» (составитель сборника и автор 1 рассказа). Иллюстрации и обложка Оксаны Мосаловой[14] — АСТ. 
  - Евина работа (рассказ)
- 2012 — «Письма Луне» (сборник рассказов) — Астрель.  Иллюстрации Ольги Оськиной.
- 2013 — «Одна женщина, один мужчина» (составитель антологии, автор рассказов). — АСТ[15]. 
  - Мороженая рыбка
  - Маска
  - Молескин

- В поисках белых цветов (повесть)
- Сказки с плохим концом (рассказы)
- Возвращение
- Коктейль «Русская любовница»
- Два брата 2
- И фапотьку
- …и мать их Агафья
- Помоечник («Антисталкер»)
- Говорящий За Всех

- 2014 — «Искусство любовной войны». Иллюстрации Оксаны Мосаловой. — АСТ.
- 2014 — «Лимоны и синицы». Иллюстрации Оксаны Санжаровой — АСТ.
- 2015 — «Как сделать так, чтобы тебя любили (в интернете)» — АСТ.
- 2016 — «Песни о жестокости женщин, мужском вероломстве и общечеловеческой слабости». — АСТ.
- 2016 — «Хорошенькие не умирают». — АСТ.
- 2019 — «Чтобы сказать ему». — АСТ.
- 2020 — «Моня и Веня. Котики, которых любят». — Малыш.
- 2020 — «Только и разговоров, что о море». — АСТ.
- 2021 — «Нервные окончания». — АСТ.

## Отзывы и критика
"Вы легко узнаете автора по лёгкому послевкусию, которое оставит текст. Серьёзные литературные люди называют такое послевкусие «авторским стилем», — пишет Виктория Лебедева в «НГ ex libris». — «Марта любит все разложить по полочкам. Но упрощение, которого она добивается, не имеет ничего общего с примитивизацией.»
Евгений Мельников считает, что «Марта Кетро не склонна к литературным экспериментам, в отличие, скажем, от Линор Горалик, и потому не так интересна в художественном отношении».
«Марта Кетро, писательница, домохозяйка, блогер, автор невероятного для выходца из ЖЖ множества книг, выпускает в свет сборники жизненных наблюдений и историй»
«„Бумажные“ тексты Марты Кетро похожи и одновременно ничем не похожи на посты в ЖЖ. Те, которые похожи, автор снабжает специальным словариком, поясняющим, что такое „айпишник“ или „юзерпик“. Те, которые не похожи, — неплохая психологическая проза в той же мере женская, в какой этот эпитет применим, скажем, к текстам Людмилы Петрушевской. Надо сказать, что словосочетание „Марта Кетро“ — это ещё и лейбл, под которым в литературу вступают менее раскрученные сетевые авторы (некоторое время назад она как куратор выпустила сборник „Марта Кетро. Вдохнуть! и! не! ды! шать!“).»